# 邱淑貞
邱淑貞（英語：Chingmy Yau Suk-ching，1968年5月16日—），籍貫廣東开平，出生於香港，香港女演員，暱稱「豆豆」，源於她首部參演電影《最佳損友》的角色名稱——屈豆豆。

## 經歷
邱淑貞早年於九龍黃大仙區東頭邨22座長大，1980年畢業於至德公立學校上午校，為該校第十八屆畢業生。之後升讀救世軍卜維廉中學、五旬節聖潔會永光書院（在校時為學生會會長）和陳樹渠紀念中學（1985年中五），並於1985年完成中五課程。1987年，她參選香港小姐，是第一位被宣布入圍最後12強的候選佳麗，亦是當時奪冠的熱門人選，其後被外界指控她下巴曾整容 ，經過解釋亦無效，風波未平，於是在大會勸諭下退出競選。
退選後，邱淑貞隨即與香港無綫電視簽約加入娛樂圈，參與演出《新紮師兄1988》；1988年開始進入影壇，首部演出的電影是與劉德華合作的《最佳損友》，自此之後主演多部電影。1992年，她接受了王晶提議，一改其過往清纯形象，在《赤裸羔羊》中性感大膽演出，被奠定「性感女神」的地位，亦憑藉此電影獲得1993年香港電影金像獎最佳女主角提名。之後主演的《不道德的禮物》（1995年）及《愈快樂愈墮落》（1998年）亦獲得相同獎項的提名。
邱淑貞與楊寶玲、李美鳳和林穎嫻合稱無綫電視的「無綫四美」；跟崔嘉寶、吳詠虹、李婉華、邵仲衡、郭富城、李中寧、李耀敬和胡越山等人合稱「銀河十星」。1992年2月又因與梅艷芳、張曼玉、吳君如、劉嘉玲、羅美薇、曾華倩、上山詩鈉和藍潔瑛等九人同期在圈內工作，感情極好，擬用「九公主」名義註冊一個慈善組織，籌集基金行善，後在黃霑建議下，该組織改名「九龍女」；張國榮的音樂特輯《左右情緣》更是邱淑貞於婚前最後一次的演出。。

## 個人生活
1988年，王晶邀請邱淑貞跟鄭裕玲拍檔出演電影《撞邪先生》，此後，邱淑貞就成為了王晶的御用女主角和女友，在王晶的建议下，邱淑贞放弃了清纯活泼的少女形象，成为性感艷星。1997年，邱淑貞和王晶分手。
1999年10月31日，邱淑貞與香港時裝公司I.T創辦人沈嘉偉在日本结婚，隨即息影，鮮有公開露面，兩人育有三名女兒，分別是長女沈月、次女沈日，及幼女沈晨。其中長女沈月為模特兒。 沈嘉偉於結婚後，身家一路升漲，其I.T分店業務亦不斷擴張，邱淑貞因此被封為「香港首席旺夫女星」。邱淑贞第二次怀孕期间，关于沈嘉伟夜夜笙歌的出軌消息不断传出，邱淑贞多次为丈夫辟谣。

## 演出作品

### 電影
† 以香港當地片名為主
| 年代   | 片名                       | 角色          | 合作演員                                                           |
| ------ | -------------------------- | ------------- | ------------------------------------------------------------------ |
| 1988年 | 最佳損友                   | 屈豆豆        | 關之琳、劉德華、馮淬帆、陳百祥、曹查理、吳君如、成奎安             |
| 1988年 | 最佳損友闖情關             | 屈豆豆        | 關之琳、劉德華、馮淬帆、陳百祥、曹查理、吳君如、成奎安             |
| 1988年 | 求愛敢死隊                 | 小貝貝        | 張曼玉                                                             |
| 1988年 | 撞邪先生                   | 娃娃          | 鐘鎮濤                                                             |
| 1989年 | 相見好                     | 鐘楚紅好友    | 鐘鎮濤、鐘楚紅                                                     |
| 1989年 | 精裝追女仔之3狼之一族      | 阿貞          | 張敏、成奎安、劉德華、馮淬帆、黃霑、鄭丹瑞、王晶                   |
| 1989年 | 八寶奇兵                   | 童貞          | 張耀揚、曾志偉、錢小豪、吳君如                                     |
| 1989年 | 發達先生                   | 阿貞          | 陳友、喬宏                                                         |
| 1989年 | 嘩鬼有限公司               | 阿靈          | 陳百祥、吳君如                                                     |
| 1989年 | 最佳男朋友                 | 醫生          | 林子祥、鄭裕玲                                                     |
| 1990年 | 嘩鬼住正隔籬               | 小妹          | 陳百祥、梅小惠、葉子楣、張敏、邱月清、曹查理、鍾發、黃靖華、駱應鈞 |
| 1991年 | 贏錢專家                   | 高豆豆        | 林正英、吳孟達、王晶、吳君如                                       |
| 1991年 | 整蠱專家                   | Banana Fung   | 劉德華                                                             |
| 1991年 | 五億探長雷洛傳             | 阿霞          | 劉德華                                                             |
| 1991年 | 五億探長雷洛傳II之父子情仇 | 阿霞          | 劉德華                                                             |
| 1992年 | 賭城大亨之新哥傳奇         | 阿妹          | 劉德華                                                             |
| 1992年 | 賭城大亨II之至尊無敵       | 阿妹          | 劉德華                                                             |
| 1992年 | 鹿鼎記                     | 建寧公主      | 周星馳、張敏、溫兆倫                                               |
| 1992年 | 鹿鼎記2神龍教              | 建寧公主      | 周星馳、林青霞、溫兆倫、湯鎮業、秦沛、任世官                       |
| 1992年 | 逃學英雄傳                 | 關德卿 吳小元 | 郭富城、張敏                                                       |
| 1992年 | 女黑俠黃鶯                 | 阿貞          | 張學友、張敏                                                       |
| 1992年 | 噴火女郎                   | 雲雲          | 鄭丹瑞、葉德嫻                                                     |
| 1992年 | 赤裸羔羊                   | 貓仔（小貓）  | 任達華、姚煒、吳家麗                                               |
| 1993年 | 千面天王                   | 阿信          | 郭富城、吳孟達、張曼玉、溫兆倫                                     |
| 1993年 | 城市獵人                   | 犽子          | 成龍、黎明、王祖賢、後藤久美子                                     |
| 1993年 | 笑俠楚留香                 | 無花          | 郭富城、袁詠儀、李麗珍、溫兆倫                                     |
| 1993年 | 香港奇案之強姦             | 邱若男        | 任達華、吳雪雯、鄭浩南                                             |
| 1993年 | 超級學校霸王               | 大雄之妹      | 劉德華、張學友、任達華、鄭伊健、張衛健、吳耀漢、苑瓊丹             |
| 1993年 | 人皮燈籠                   | 小芙蓉        | 梁家輝、張耀揚                                                     |
| 1993年 | 追男仔                     | 程小西        | 鄭伊健、林青霞、張曼玉、吳耀漢、林志穎、張學友                     |
| 1993年 | 倚天屠龍記之魔教教主       | 小昭          | 李連杰、張敏、洪金寶、吳鎮宇                                       |
| 1993年 | 雨夜天魔                   | 女警          | 吳鎮宇                                                             |
| 1994年 | 洪熙官                     | 紅豆          | 李連杰、謝苗、葉德嫻、陳松勇                                       |
| 1994年 | 戀愛的天空                 | Chanel        | 吳君如、鍾麗緹、吳家麗、王敏德                                     |
| 1994年 | 新男歡女愛                 | BoBo          | 鄭浩南、李婉華                                                     |
| 1994年 | 新英雄本色                 | 辣椒          | 鄭伊健、劉青雲、林國斌、王敏德                                     |
| 1994年 | 賭神2                      | 海棠          | 周潤發、梁家輝、謝苗、吳倩蓮                                       |
| 1994年 | 香港淪陷                   | 望弟          | 葉玉卿、庹宗華                                                     |
| 1994年 | 慈禧秘密生活               | 慈禧          | 梁家輝、榮光                                                       |
| 1995年 | 賭聖2之街頭賭聖            | 緣份          | 葛民輝、吳孟達、林國斌、釋小龍                                     |
| 1995年 | 不道德的禮物               | 羅雪兒        | 鄭伊健、江華、李蕙敏、王敏德                                       |
| 1995年 | 鼠膽龍威                   | 樂慧貞        | 李連杰、張學友                                                     |
| 1995年 | 我是一個賊                 | 雷芷蘭        | 任達華                                                             |
| 1996年 | 港督最後一個保鑣           | 小豆          | 葛民輝、周文健、陳曼娜                                             |
| 1996年 | 4面夏娃                    | 護士          | 吳君如                                                             |
| 1996年 | 偷偷愛你                   | 嚴東東 文文   | 梁朝偉、葛民輝                                                     |
| 1996年 | 古惑仔2之猛龍過江          | 丁瑤          | 鄭伊健、陳小春、黃秋生、陳豪                                       |
| 1996年 | 666魔鬼復活                | 阿正          | 甄子丹                                                             |
| 1996年 | 紅燈區                     | 童恩          | 陶大宇、任達華、舒淇                                               |
| 1996年 | 百分百啱Feel               | Gobby         | 鄭伊健、鄭秀文                                                     |
| 1997年 | 算死草                     | 水蓮花        | 周星馳、葛民輝                                                     |
| 1998年 | 愈快樂愈墮落               | 月紋          | 陳錦鴻、柯宇綸                                                     |

### 電視劇（無綫電視）
| 年代   | 劇名                 | 角色   |
| ------ | -------------------- | ------ |
| 1987年 | 新紮師兄1988         | 方敏盈 |
| 1988年 | 狙擊神探             | 鄭婉華 |
| 1988年 | 大都會               | 秘書   |
| 1988年 | 靈幻天師（電視電影） |        |

### 音樂特輯
| 年代   | 名稱                                 |
| ------ | ------------------------------------ |
| 1992年 | 黎明《爱情恋曲》第16话《情陷梦边缘》 |
| 1999年 | 張國榮《左右情緣》                   |

### 音樂錄影帶
- 邱淑貞〈赤裸我思緒〉/〈要愛就愛〉(國語版）
- 張國榮〈貼身〉、〈心跳呼吸正常〉
- 趙傳〈我的心好亂〉
- 梁朝偉〈偷偷愛你〉
- 杜德偉〈天真〉

### 綜藝節目
- 1987  全港十九區業餘歌唱大賽，為表演嘉賓Danny陳百強伴舞
- 1988  TVB  歡樂滿東華  抗寒冬泳籌善款
- 1993   台灣節目  金曲龍虎榜 191集
- 1994   台灣節目  金曲龍虎榜 236集
- 1994   台灣節目  綜藝萬花筒 739期
- 1995   與李連杰一同上節目  超級星期天
- 1997   星空下的傾情  訪談節目第一集嘉賓
- 2015   息影多年，應好友邀請，現身浙江衛視    一路上有你節目，為南韓團體SJ金希澈圓夢

## 音樂作品

### 歌曲
| 年份   | 歌名                | 備註                   | 收錄唱片        |
| ------ | ------------------- | ---------------------- | --------------- |
| 1992年 | 赤裸我思緒 (粵語版) | 電影《赤裸羔羊》主題曲 | 飛圖超白金精選2 |
| 1992年 | 要愛就愛 (國語版)   | 電影《赤裸羔羊》主題曲 | 未有收錄        |

## 榮譽
| 年份   | 頒獎典禮             | 獎項       | 影片           | 結果 |
| ------ | -------------------- | ---------- | -------------- | ---- |
| 1992年 | 第11屆香港電影金像獎 | 最佳女配角 | 五億探長雷洛傳 | 提名 |
| 1993年 | 第12屆香港電影金像獎 | 最佳女主角 | 赤裸羔羊       | 提名 |
| 1996年 | 第15屆香港電影金像獎 | 最佳女主角 | 不道德的禮物   | 提名 |
| 1999年 | 第18屆香港電影金像獎 | 最佳女主角 | 愈快樂愈墮落   | 提名 |

### 其他
- 1993年、1994年，第一屆及第二屆《成龍盃慈善賽車比賽》冠軍得主[28]
- 1990年，香港電台第十二屆十大中文金曲頒獎音樂會，與張敏、陳淑蘭、翁慧德、王晶一同擔任十大中文金曲獎頒獎嘉賓，頒獎予陳慧嫻《夜機》
- 1992年，香港電台第十四屆十大中文金曲頒獎音樂會，與呂良偉一同擔任最佳中文流行歌曲、最佳中文作詞獎頒獎嘉賓
- 1993年，第12屆香港電影金像獎，與任達華擔任「最佳剪接獎」頒獎嘉賓
- 1993年，第30屆金馬獎，與郭富城擔任最佳造型獎之頒獎嘉賓，又與頒獎嘉賓鳳飛飛一同扮演梁山伯與祝英台，表演〈十八相送〉
- 1995年，第14屆香港電影金像獎，與葉玉卿擔任「最佳服裝造型設計獎」頒獎嘉賓
- 1995年，第一屆十大電視廣告頒獎典禮，與周海媚擔任「傑出電視廣告女演員大獎」頒獎嘉賓
- 1995年，台灣十大偶像頒獎典禮，邱淑貞擔任嘉賓，頒獎給郭富城

## 外部連結
- 邱淑貞在互联网电影资料库（IMDb）上的資料（英文）
- 邱淑貞在香港影庫上的簡介
- 邱淑貞在时光网上的簡介（简体中文）
- 邱淑貞在豆瓣上的资料（简体中文）